# Rhyacophila kutscheri
Rhyacophila kutscheri is een fossiele soort schietmot uit de familie Rhyacophilidae.